# Société des auteurs dans les arts graphiques et plastiques
La Société des auteurs dans les arts graphiques et plastiques (ADAGP) est une Société de gestion des droits d'auteur française, dans le domaine des arts visuels, ainsi qu'un lobby. Elle a été fondée en 1953. Elle compte plus de 17 000 membres directs et représente en 2021 plus de 200 000 auteurs dans le monde. Sa directrice générale est Marie-Anne Ferry-Fall.

## Fonctionnement
L'ADAGP est une société civile dont l'objet est de percevoir pour ses membres et de répartir leurs droits d'auteur.
Lors de leur adhésion, les auteurs confient la gestion de certains de leurs droits à l'ADAGP et acquièrent une part sociale : ils en deviennent ainsi sociétaires. Le fonctionnement de l’ADAGP, comme tout organisme de gestion collective (OGC), est encadré par les articles L. 321-1 et suivants du Code de la propriété intellectuelle.

## Missions
L'ADAGP exerce plusieurs fonctions :
- elle perçoit et répartit les droits dits « collectifs » pour ses membres. Il s'agit de la rémunération pour copie privée, du droit de reprographie, du droit de prêt et du droit de retransmission par câble. La loi impose une gestion obligatoire de ces droits par une société d'auteurs. L'ADAGP négocie, collecte et reverse donc à ces auteurs ces droits dits « collectifs ".

- elle est habilitée à conclure des accords généraux avec les diffuseurs (TV, Internet...) pour l'ensemble de son répertoire, en reversant ensuite à ses membres les sommes résultant de ces accords ;

- elle gère le droit de suite qui correspond à un pourcentage du prix de vente d'une œuvre lors de sa revente (toute revente dans laquelle intervient un professionnel du marché de l'art - sociétés de ventes aux enchères, galeries... - est concernée) ;

- elle défend les droits de ses associés vis-à-vis de tous tiers et recourt aux voies de justice si nécessaire ;

- par ailleurs, elle soutient la création en finançant, grâce à une partie des sommes perçues au titre de la copie privée, des actions d'aide à la création, à la diffusion du spectacle vivant et des actions de formation des artistes.

L'ADAGP est agréée par le ministère de la Culture pour la gestion de ce droit.

## Activité de lobbying

### Auprès des institutions de l'Union européenne
La société des auteurs dans les arts graphiques et plastiques est inscrite depuis 2014 au registre de transparence des représentants d'intérêts auprès de la Commission européenne, et déclare en 2019 pour cette activité des dépenses annuelles d'un montant compris entre 10 000 et 25 000 euros.

### En France
La société des auteurs dans les arts graphiques et plastiques déclare à la Haute Autorité pour la transparence de la vie publique exercer des activités de lobbying en France pour un montant qui n'excède pas 25 000 euros sur l'année 2019, et réaliser un chiffre d'affaires supérieur au million d'euros.

## Conseil d'administration
- Président : Hervé Di Rosa [4]
- Vice-présidents : Christian Jaccard et Meret Meyer (succession Marc Chagall)
- Administrateurs : Jean-Michel Alberola, Daniel Buren, Stéphanie Busuttil-Janssen (succession César), Sylvie Debré-Huerre (succession Olivier Debré), Marie Désert, Hervé Di Rosa, Rebecca Digne, Élisabeth Garouste, Christian Jaccard, Marc Jeanclos (succession Georges Jeanclos), Olivier Masmonteil, Meret Meyer (succession Marc Chagall), Joan Punyet Miro (succession Joan Miró), Philippe Ramette, Gustave de Staël von Holstein (succession Nicolas de Staël), Antoine Schneck.